# Асанов, Даир Асанович
Даир Аса́нович Аса́нов (30 мая 1922, Баш Кайынды, Туркестанская АССР — 18 сентября 2009, Бишкек) — советский артиллерист, участник Великой Отечественной войны, Герой Советского Союза (1943), генерал-майор в отставке.

## Биография
Родился 30 мая 1922 года в селении Баш-Кайынды (ныне Ат-Башинского района Нарынской области) в крестьянской семье. Киргиз. Член ВКП(б)/КПСС с 1943 года. Образование среднее. Работал в колхозе.
В Красной Армии с 1942 года. Призван Ат-Башинским РВК Тянь-Шанской области. В действующей армии с января 1943 года (Донской фронт).
Приказом № 1 от: 03.02.1943 года по 1208-му лап наводчик орудия второй батареи сержант Асанов награждён медалью «За боевые заслуги» за то, что в бою 1 февраля 1943 года прямой наводкой орудия уничтожил 2 пулеметных точки и 2 блиндажа, быстро продвигаясь вперед вместе с боевыми порядками пехоты.
Наводчик орудия 1208-го лёгкого артиллерийского полка (31-я лёгкая артиллерийская бригада, 11-я артиллерийская дивизия прорыва, 6-я армия, Юго-Западный фронт) сержант Даир Асанов отличился в бою за деревню Пятницкое Чугуевского района Харьковской области Украины.
23 марта 1943 года в четырёхчасовом неравном бою при отражении трёх танковых атак врага отважным воином-артиллеристом было подбито восемь танков, шесть бронемашин и уничтожено до сорока автоматчиков противника.
При отражении одной из атак вражеских танков орудие сержанта Асанова прямым попаданием вражеского снаряда было выведено из строя. Тогда он, проявив воинское мастерство и стойкость, вместе с товарищами продолжал разить гитлеровцев из автомата.
Приказом ВС 6-й армии №: 43/н от: 27.04.1943 года Наводчик орудия 1208-го лёгкого артиллерийского полка, сержант Асанов награждён орденом Отечественной войны 1-й степени за уничтожение в бою 23 марта 1943 года 3 танков противника с расстояния 300 метров..
Приказом от: 10.09.1943 года по 31 лабр 11 ад РГК старший сержант Асанов награждён медалью «За оборону Сталинграда».
Приказом по 31 лабр 11 артд РГК 7 гв. А Степного фронта №: 6/н от: 12.10.1943 года командир орудия старший сержант Асанов награждён орденом Красной Звезды, за то, что он 27.08.1943 года в боях за город Миргород под сильной бомбежкой и обстрелом уничтожил до 20 немецких солдат и 5 автомашин с боеприпасами и за то, что он 17.09.1943 года в бою за высоту 162.5 под сильным огнём противника огнём своего орудия рассеял до двух взводов пехоты, уничтожил пулемет противника и подавил минометную батарею.
Указом Президиума Верховного Совета СССР от 26 октября 1943 года за образцовое выполнение боевых заданий командования на фронте борьбы с немецко-фашистским захватчиками и проявленные при этом мужество и героизм сержанту Асанову Даиру Асановичу присвоено звание Героя Советского Союза с вручением ордена Ленина и медали «Золотая Звезда» (№ 2645).
После окончания войны в 1946 году окончил Ульяновское танковое училище, а в 1956 году — Военно-политическую академию имени В. И. Ленина. Был военным комиссаром Ленинского района города Фрунзе. С 1984 года полковник Асанов Д. А. — в отставке.
В 1985 году награждён орденом Отечественной войны 1-й степени.
Генерал-майор. Возглавлял Совет ветеранов Киргизии.
Скончался 18 сентября 2009 года в Бишкеке, похоронен на Ала-Арчинском кладбище.

## Награды и звания
- Медаль «Золотая Звезда» Героя Советского Союза (№ 2645) (26.10.1943)[2]
- Орден Ленина (26.10.1943)
- Два ордена Отечественной войны I степени (27.04.1943[8]; 06.04.1985[9])
- Два ордена Красной Звезды (12.10.1943[10]; ??.??.????)
- Орден «Знак Почёта»
- Медали, в том числе три медали «За боевые заслуги» (03.02.1943[11], ??.??.????, ??.??.????)
- Орден «Манас» III степени (2000)[12]
- Почётный гражданин Бишкека[13].

## Память
- Именем Героя назван Национальный военный лицей Киргизии и парк Победы в г. Бишкеке.